# Maximum the Hormone
I Maximum the Hormone (マキシマムザホルモン?, Makishimamu Za Horumon) sono un gruppo musicale giapponese formatosi a Hachiōji, Tokyo, nel 1998.

## Storia del gruppo

### Primi anni (1998-2001)
Il gruppo venne fondato nel 1998 dal cantante Daisuke-han e dalla batterista Nawo, a cui si aggiunsero più tardi Sugi alla chitarra e Key al basso. Dopo un paio di show locali, il gruppo firmò un contratto con l'etichetta discografica Sky Records, con la quale pubblicò l'EP A.S.A. Crew. L'album è totalmente in inglese e riportava il logo del gruppo con i caratteri occidentali. Nell'anno successivo Key e Sugi abbandonarono il gruppo.
Durante la ricerca di nuovi membri per il gruppo, Nawo propose come chitarrista il fratello Maximum the Ryō-kun. Da quel momento Daisuke-han e Maximum the Ryō-kun si divisero la maggior parte delle parti vocali: il primo si occupò delle parti urlate e rappate mentre il secondo si occupò di quelle più melodiche. A completare la formazione è stato il bassista Ue-chan. Dopo questo cambiamento, i Maximum the Hormone iniziarono a comporre i testi in lingua giapponese e cambiò il proprio logo con i caratteri katakana giapponesi, per sottolineare anche il cambiamento di formazione. Nel 2001, la band pubblicò il secondo EP Hō (Ōtori).

### Mimikajiru,KusobaneRock-impo Goroshi(2002-2005)
Nel 2002 il gruppo recise il contratto con la Sky Records e ne firmò uno nuovo con la Mimikajiru Records, con la quale pubblicarono l'album di debutto Mimikajiru, anticipato dal singolo Nikucop.
Nel 2004 uscì il secondo album Kusoban, il cui sound unisce le sonorità heavy metal con altre legate al pop. Grazie a questo album, i Maximum the Hormone si guadagnarono l'attenzione da parte del pubblico. Dopo la pubblicazione di Kusoban, il gruppo decise di cambiare contratto discografico, firmando per la VAP.
Dopo aver registrato un altro paio di singoli, la band pubblicò il terzo album Rock-impo Goroshi. Questa pubblicazione scatenò una nuova ondata di fan e la band intraprese un'intensa attività live, suonando in vari festival e pubblicando anche il primo DVD dal vivo, Debu Vs Debu. In più, il loro brano ROLLING1000tOON fu scelta come sigla finale della serie anime Air Master.

### Bu-ikikaesue il successo commerciale (2006-2007)
Nel 2006 il gruppo si fece notare dai media con la canzone Koino Mega Lover, che raggiunse la posizione 9 della Oricon Charts durante l'estate. Nello stesso anno, i brani What's Up, People?! e Zetsubou Billy furono utilizzate rispettivamente come sigle d'apertura e di chiusura della seconda stagione dell'anime Death Note mentre un altro brano, Akagi, venne utilizzato nell'omonima serie animata.
Dopo la promozione dei due singoli e il successo delle loro canzoni utilizzate in TV, i Maximum the Hormone pubblicarono il quarto album Bu-ikikaesu, il quale debuttò al quinto posto della Oricon Charts. Questo fu un record per il gruppo, in quanto si tratta del loro primo album ad entrare in una classifica giapponese nonché il primo ad essere stato certificato disco d'oro.

### Tsume Tsume Tsume/"F"e le prime due pause (2008-2010)

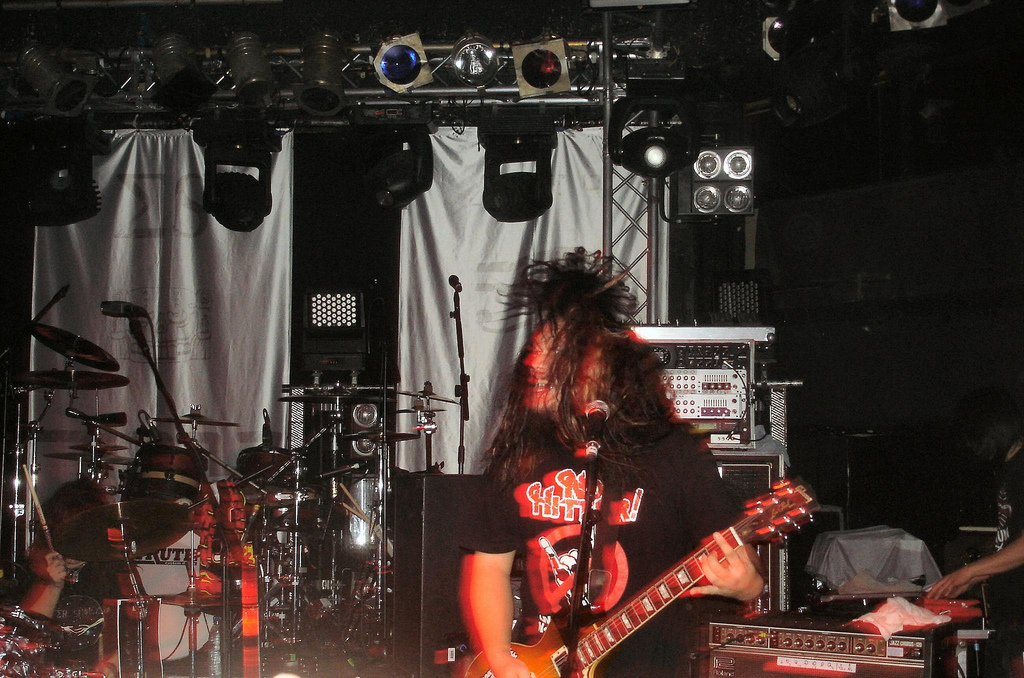
I Maximum the Hormone dal vivo nel 2008.

Nel 2008 il gruppo ha pubblicato il secondo DVD live Deco Vs Deco, per poi fare la prima apparizione oltreoceano in un piccolo tour attraverso gli Stati Uniti d'America e il Canada per supportare i Dropkick Murphys. Il 9 luglio 2008 è uscito il doppio singolo Tsume Tsume Tsume/"F", il quale ha debuttato alla seconda posizione della Oricon Weekly Singles Chart. Dopodiché intrapresero il Tsume Tsume Tsume Tour, partito il 16 luglio e conclusosi il 16 ottobre.
Il 27 ottobre i Maximum the Hormone si sono esibiti nel Regno Unito in qualità di gruppo d'apertura agli Enter Shikari, al Bournemouth BIC. Il tour con gli Enter Shikari è proseguito fino al 3 novembre, suonando a Exeter, Southampton e a Folkestone, prima di finire il tour con due date al London Astoria. Nel mese di dicembre il gruppo ha annunciato che Daisuke-han si è sottoposto a un intervento di chirurgia correttiva alle corde vocali, causando di fatto uno stop temporaneo alla band fino al suo definitivo recupero. Dopo il recupero di Daisuke-han, il gruppo si è esibito come headliner in diversi concerti giapponesi, supportati dai Bring Me the Horizon e dai Blessed by a Broken Heart. Nel mese di maggio hanno vinto il premio "Best Rock Video" con il videoclip del brano Tsume Tsume Tsume agli MTV Video Music Awards Japan del 2009.
Il 19 novembre 2009 il gruppo ha comunicato attraverso il proprio sito ufficiale che Nawo era incinta. Dopo diverse discussioni con i membri della band e lo staff, la batterista ha proseguito il tour. Il 3 novembre la batterista si è sentita male ed è stata trasportata all'ospedale, dove le è stato detto che sarebbe stato rischioso per la sua salute e quella del bambino continuare a suonare dal vivo. Il gruppo tornò quindi in pausa fino alla conclusione della gravidanza di Nawo, cancellando nel frattempo tutti i concerti, inclusa la data al Soundwave Festival 2010 in Australia.
Il 6 maggio 2010 il gruppo ha rivelato che Nawo ha dato alla luce la propria figlia e che di fatto sarebbero tornati ad esibirsi dal vivo. I membri del gruppo apparvero come attori extra nell'adattamento "Live-Action" del manga musicale BECK.

### Yoshu Fukushu(2011-presente)
Il 7 febbraio 2011 i Maximum the Hormone hanno pubblicato attraverso il proprio sito ufficiale i video dei brani Chiisana Kimi No Te e Maximum the Hormone, mentre il 23 marzo dello stesso anno hanno pubblicato il singolo Greatest the Hits 2011-2011, il quale debuttò al primo posto della "Oricon Weekly Singles Chart". Nel mese di giugno il gruppo ha intrapreso un tour europeo e due mesi più tardi si è esibito al Pentaport Rock Festival di Incheon (Corea del Sud).
Il 1º giugno 2013 i Maximum the Hormone hanno annunciato, in uno speciale streaming sul loro sito ufficiale, la data di uscita del loro quinto album in studio Yoshu Fukushu, fissata per il 31 luglio 2013. L'album contiene 15 tracce, tra cui Utsukushikihitobitonouta, "F", Tsume Tsume Tsume, Maximum the Hormone e My Girl, presenti negli ultimi singoli pubblicati in precedenza dal gruppo.
Nello stesso giorno è stato anche pubblicato un brano inedito intitolato A-L-I-E-N, il cui videoclip era inizialmente raggiungibile solamente mediante una sorta di "caccia al tesoro". Successivamente è stato pubblicato il videoclip della title track.

## Formazione
Attuale
- Daisuke-han (ダイスケはん?) – voce (1998-presente)
- Maximum the Ryō-kun (マキシマムザ亮君?) – voce, chitarra (1999-presente)
- Ue-chan (上ちゃん?) – basso, cori (1999-presente)
- Nawo (ナヲ?) – voce, batteria (1998-presente)

Ex componenti
- Sugi – chitarra (1998-1999)
- Key – basso (1998-1999)

## Discografia

### Album in studio
- 2002 – Mimikajiru
- 2004 – Kusoban
- 2005 – Rock-impo Goroshi
- 2007 – Bu-ikikaesu
- 2013 – Yoshu Fukushu

### Extended play
- 1999 – A.S.A. Crew
- 2001 – Hō (Ōtori)
- 2018 – Korekara no Menkata Cottelee no Hanashi wo Shiyou

### Singoli
- 2002 – Nikucop
- 2003 – Enzui Tsukiwaru
- 2004 – Rock Bankuruwase/Minoreba Rock
- 2004 – Hocho Hasami Cutter Knife Dosu Kiri/Rerererererereremamamamamamamama
- 2005 – Zawa...Zawa...Za..Zawa......Zawa
- 2006 – Koino Mega Lover
- 2008 – Tsume Tsume Tsume/"F"
- 2011 – Greatest the Hits 2011-2011
- 2018 – Korekara no Menkata Cottelee no Hanashi wo Shiyou!
- 2021 – Kamigami
- 2022 – Hawatari Nioku Centi

## Videografia

### Album video
- 2005 – Debu Vs Debu
- 2008 – Deco Vs Deco
- 2015 – Deka Vs Deka